# Grijskeelmuggenvanger
De grijskeelmuggenvanger (Polioptila schistaceigula) is een zangvogel uit de familie Polioptilidae (muggenvangers).

## Verspreiding en leefgebied
Deze soort komt voor van Panama tot Ecuador.